# Pseudosynagelides elae
Pseudosynagelides elae är en spindelart som beskrevs av Zabka 1991. Pseudosynagelides elae ingår i släktet Pseudosynagelides och familjen hoppspindlar. Inga underarter finns listade i Catalogue of Life.